# Buthus maroccanus
Espèce
Synonymes
- Buthus occitanus maroccanus Birula, 1903
- Prionurus tingitanus Pallary, 1928

Buthus maroccanus est une espèce de scorpions de la famille des Buthidae.

## Distribution
Cette espèce est endémique du Maroc. Elle se rencontre vers Rabat.

## Systématique et taxinomie
Cette espèce a été décrite sous le protonyme Buthus occitanus maroccanus par Birula en 1903. Elle est élevée au rang d'espèce par Werner en 1932.

## Étymologie
Son nom d'espèce lui a été donné en référence au lieu de sa découverte, le Maroc.

## Publication originale
- Birula, 1903 : « Bemerkungen über einige neue oder wenig bekannte Scorpionenformen Nord-Afrikas. » Bulletin de l'Académie impériale des sciences de St-Pétersbourg, vol. 19, p. 105-113.